# Jacob Jonghelinck
Jacob Jonghelinck lub Jacques Jonghelinck (ur. 1530 w Antwerpii, zm. 1606) – flamandzki rzeźbiarz i medalier. Studiował w Mediolanie, gdzie też prawdopodobnie odbywał praktyki u włoskiego rzeźbiarza Leone Leoni. W 1555 powrócił do Flamandii i w latach 1558 - 1560 pracował nad grobowcem księcia Burgundii Karola Śmiałego w kościele Najświętszej Marii Panny w Brugii. Jacob znany jest też z wielu portretów w postaci medalionów.

## Galeria

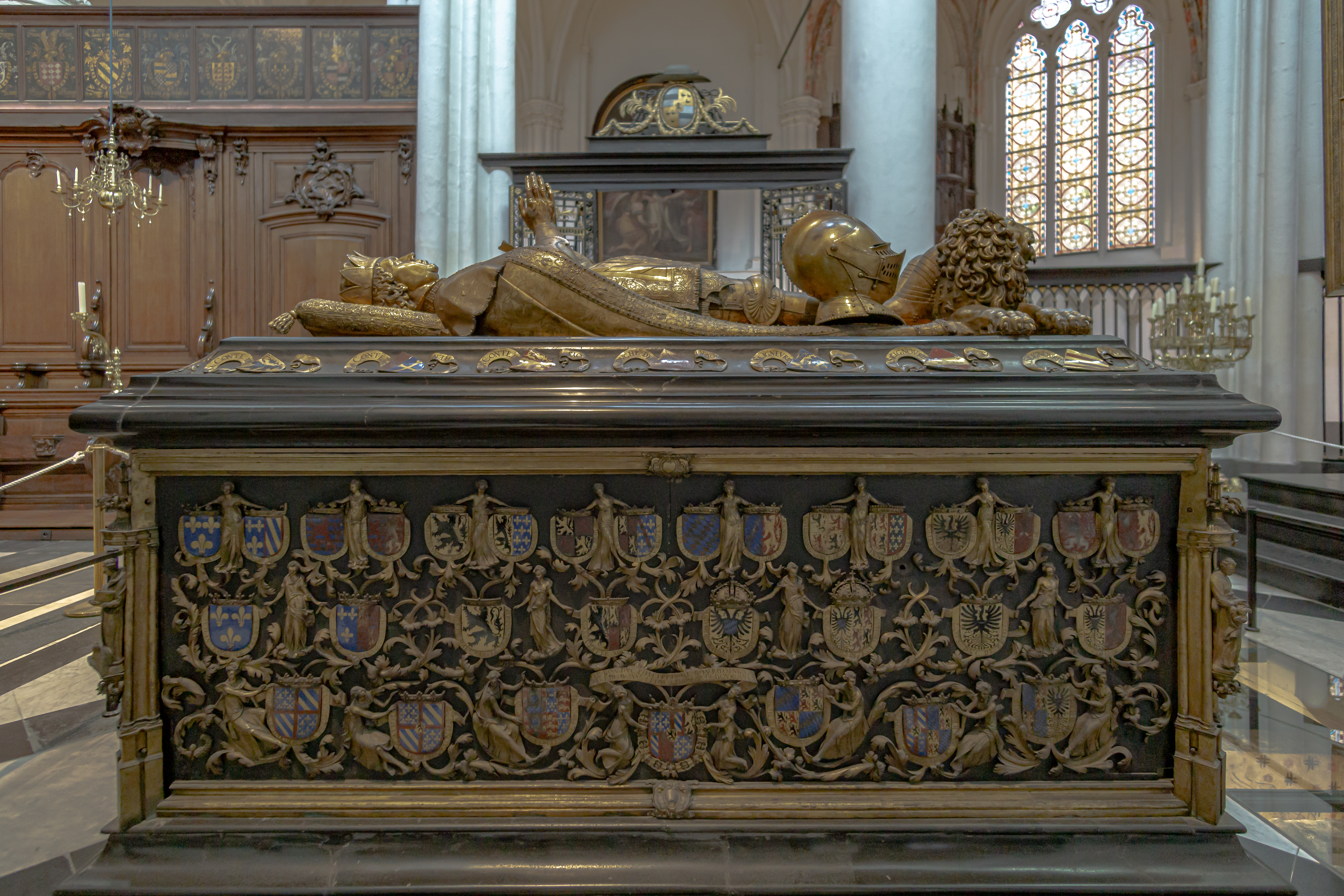
Grobowiec Karola Śmiałego w Brugii
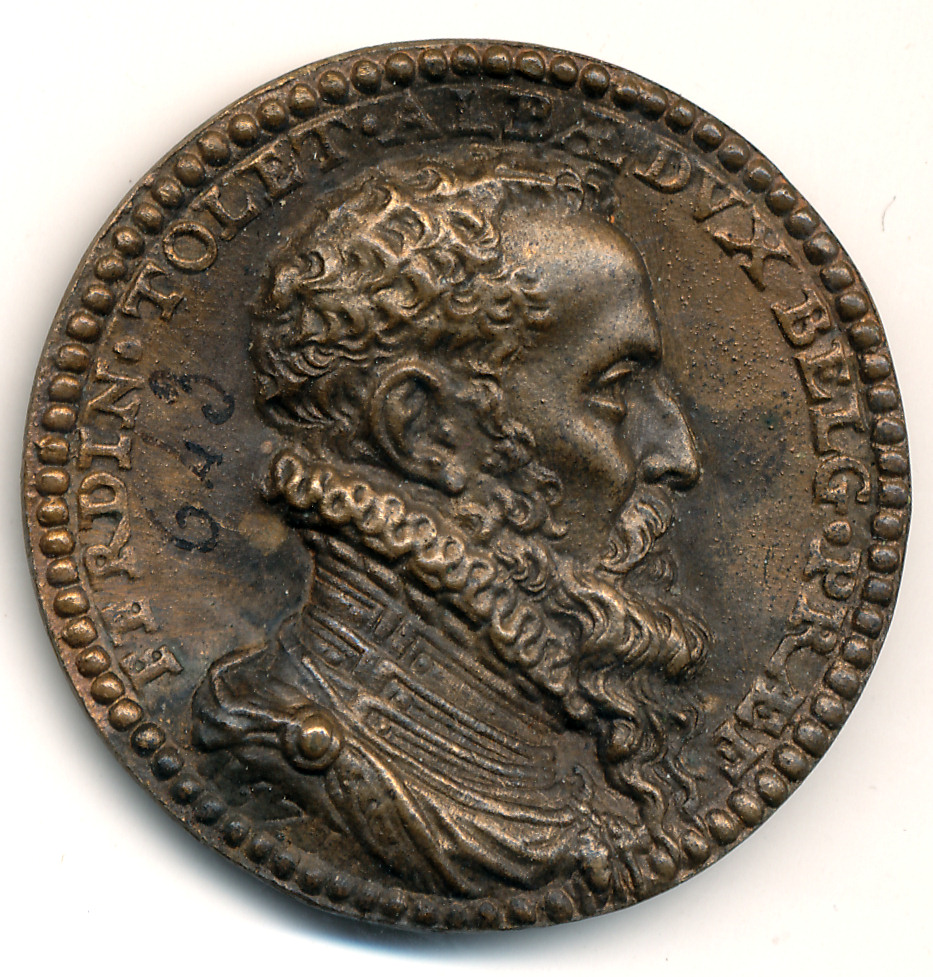
Medalion z portretem księcia Alby Ferdynand Álvarez de Toledo
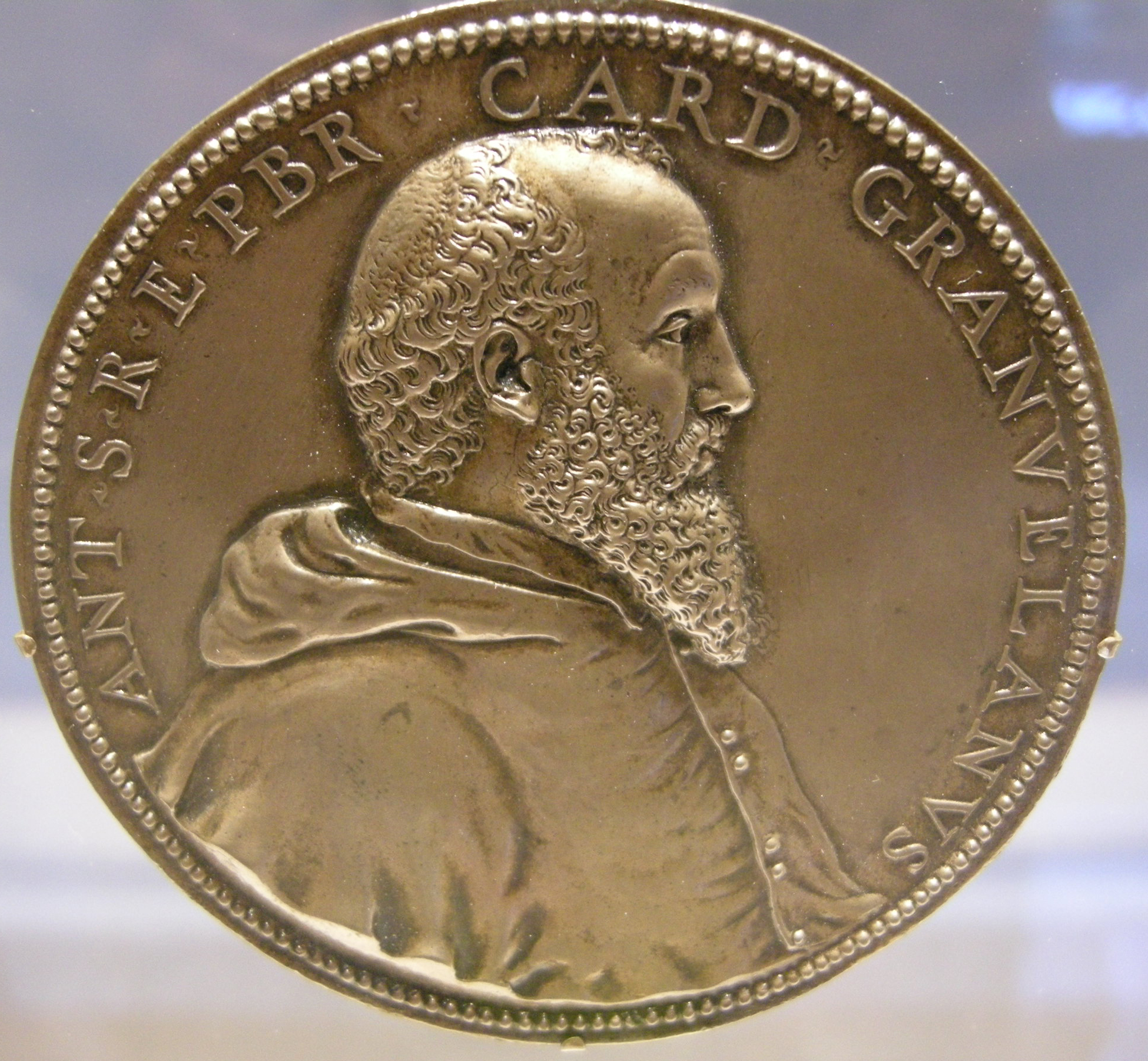
Medalion z portretem kardynała Antoine Perrenot de Granvelle